# Ашты
Ашты (дарг. ГIяштти, Иштlа) — село в Дахадаевском районе Дагестана. Административный центр Аштынского сельсовета.

## География
Село располагается в 50 км на юг от административного центра Дахадаевского района — села Уркарах. Ашты расположены на берегу реки Уллучай у устья её притока Анклюглючай.

## История
Согласно эпиграфическим данным, ислам проник в Ашты ещё в XI-XII веках. В селе сохранился большой камень с надписью, датируемой началом XIV века. По преданиям, село было основано жителями села Анчибачи (ныне заброшенное поселение), которое являлось частью государства Зирихгеран со столицей в Кубачи. В государстве случился внутренний раскол между сёлами и жители Анчибачи ушли к границе с Гази-Кумухом, где основали поселение Ашты. Эпиграфика подтверждает данное предание, помимо этого на правдивость указывает и то, что язык аштинцев близок к кубачинскому языку. Название села также связывается с этим преданием: когда беженцы пришли на местность, они сказали «иштIу», что значит «здесь [остановимся, поселимся]».
Село было центром союза вольных обществ Буркун-Дарго. В XIV веке Ашты находились под влиянием казикумухского шамхала. В начале этого века шамхалом Кази-Кумуха в селе была построена мечеть для жителей Зирихгерана, перешедших в ислам. В XVIII веке село вошло в состав Казикумухского ханства. Во времена вторжения Надир-Шаха, аштинцы вместе с жителями села Худуц, спрятав женщин и детей в горах, присоединились к отряду лакцев под руководством Сурхая.
Казикумухское ханство со всеми его населёнными пунктами в период правления Мухаммад-хана сына Сурхай-хана описано Иоганн Антон Гильденштедтом в 18 веке. Среди них под номером 77 вместе с соседним сёлами числится и Ашты.
« …77. Уста; 78. Кунки; 79. Ханклуги; 80. Камеки; 81. Худуци…»
В 1858 умер Аглар-хан, после уже чего уже в 1860 году ханство было ликвидировано  а на его месте был образован Казикумухский округ, разделённый на 4 наибства. Ашты вошло в состав Аштикулинского наибства (центр — с. Кули). После начала восстания 1877 года аштикулинская милиция была отправлена для борьбы с мятежниками, однако вместо этого перешла на сторону восставших. У жителей Ашты имелись земельные споры с жителями Карбучимахи.
В 1899 году наибства были преобразованы в участки Ашты вошло в Ашти-Кулинский (с центром в с Кули). Постановлением 4-й сессии ДагЦИК от 22.11.1928 село вошло в Ураринский район (центр — с. Урари), позже переименованный в Дахадаевский (центр — с Уркарах), где и находится по сегодняшний день.

## Население
| 1888 | 1895 | 1926 | 1939 | 1970  | 1989 | 2002 |
| ---- | ---- | ---- | ---- | ----- | ---- | ---- |
| 894  | ↘887 | ↗913 | ↗937 | ↗1092 | ↘799 | ↘489 |
| 2010 | 2021 |      |      |       |      |      |
| ↘393 | ↗427 |      |      |       |      |      |

По переписи 1866 года, в селе Ашты проживало 894 человека, по национальности даргинцы.
Аштынский диалект близок к кубачинскому.